# Léon Susse
Léon Susse est un skipper français né le 23 septembre 1844 à Paris et mort le 16 février 1910 dans le 17e arrondissement de Paris. 

## Carrière
Léon Susse participe aux deux courses de classe 2-3 tonneaux aux Jeux olympiques d'été de 1900, à bord de Favorite. Il remporte la médaille d'argent à l'issue des deux courses.